# San Nicolò Gerrei
San Nicolò Gerrei település Olaszországban, Szardínia régióban, Cagliari megyében. Lakosainak száma 720 fő (2023. január 1.). San Nicolò Gerrei Armungia, Ballao, San Basilio, Silius, Villasalto, Sant’Andrea Frius és Dolianova községekkel határos.

## Népesség
A település lakossága az elmúlt években az alábbi módon változott:
| Lakosok száma | 771  | 769  | 720  |
|               | 2017 | 2018 | 2023 |